# Tripanotione-disolfuro reduttasi
La tripanotione-disolfuro reduttasi o più semplicemente tripanotione reduttasi è un enzima appartenente alla classe delle ossidoreduttasi, presente nei protozoi appartenenti alla famiglia dei Tripanosomatidi (di cui fanno parte Leishmania, Tripanosoma brucei, Tripanosoma cruzi e Critidia fasciculata) che catalizza la seguente reazione:
tripanotione disolfuro + NADPH ⇄ tripanotione  + NADP++ H+
Il tripanotione  (N1,N8-bis(glutationil)-spermidina) fornisce elettroni alla coppia triparedossina/triparedossina perossidasi per ridurre l'acqua ossigenata e le specie reattive dell'ossigeno prodotte dai macrofagi dell'ospite durante l'infezione indotta dai tripanosomatidi. La tripanotrione reduttasi è per questo motivo un enzima chiave per la sopravvivenza di questi protozoi ed è quindi, un buon target per progettare farmaci contro la leishmaniosi e le tripanosomiasi.